# Matthew Scully
Matthew Scully (Casper, 30 marzo 1959) è un giornalista e scrittore statunitense, autore di alcuni discorsi del presidente George W. Bush e di altri esponenti di spicco del Partito Repubblicano, fra cui Sarah Palin.
Nel 2003 ha pubblicato il libro Dominion, un reportage sugli allevamenti industriali, che lo ha reso noto come sostenitore dei diritti degli animali. Egli si rifà alle posizioni teoriche della destra cristiana, ritenendo che il "dominio" sugli animali sia stato conferito all'uomo da Dio, ma che l'uomo dovrebbe esercitarlo compassionevolmente, a differenza di come accade negli allevamenti intensivi. Scully è vegetariano.

## Opere
- Dominion: The Power of Man, the Suffering of Animals, and the Call to Mercy, St. Martin's Press, New York, 2003, pp. 448. ISBN 978-0-312-31973-1
- A Religious Case for Compassion for Animals, Humane Society of the United States, 2009, pp. 21.